# Ugaf
Ugaf (Hor Sekhem-netjer) (fl. XVIII-XVII secolo a.C.) è considerato essere il primo sovrano della XIII dinastia egizia.

## Biografia
Probabile fondatore della XIII dinastia non sappiamo se per diritto di nascita, per matrimonio con l'ultimo sovrano della dinastia precedente, Nefrusobek, o per altre vie.
La data di regno più alta che conosciamo è il 4º anno.
Nel Canone Reale il suo nome dovrebbe (il condizionale è legato anche alla differenza dei dati sulla durata del regno) corrispondere alla posizione 6.5 anche se del nome si è conservato solamente il primo glifo (che essendo quello che rappresenta il dio Ra occupa sempre la prima posizione anche se viene letto per ultimo).
Il suo nome compare anche nella lista reale di Karnak e su alcune stele ed iscrizioni provenienti soprattutto dalla regione di Tebe.
Sappiamo, da alcune iscrizioni, che la Residenza ossia il palazzo del sovrano e quindi di fatto la capitale, era ancora a Ity Tawy, la capitale fondata durante la precedente dinastia come simbolo di unione delle Due Terre (Alto Egitto e Basso Egitto)
Degli avvenimenti del breve regno di Ugaf non si sa praticamente nulla.
Alcuni storici pongono all'inizio della dinastia il distacco dal governo centrale del 6º distretto dell'Alto Egitto con capitale Xois dove si insedia una serie di sovrani che è nota, da Manetone, come XIV dinastia

## Liste reali
| N5 | D43 · Y1 | N19 | N21 · N21 |

| N5 | D43 · Y1 | N19 | N21 · N21 |

| N5 | D43 · Y1 | N19 | N21 · N21 |

| N5 | D43 · Y1 | N19 | N21 · N21 |

| N5 | D43 · Y1 | N19 | N21 · N21 |

| N5 | D43 · Y1 | N19 | N21 · N21 |

| N5 | D43 · Y1 | N19 | N21 · N21 |

| N5 | D43 · Y1 | N19 | N21 · N21 |

| N5 | HASH |

| N5 | HASH |

| N5 | HASH |

| N5 | HASH |

| N5 | HASH |

| N5 | HASH |

| N5 | HASH |

| N5 | HASH |

## Titolatura
| G5 |

| G5 |

| S42 | Z2 | R8 |

| S42 | Z2 | R8 |

| S42 | Z2 | R8 |

| S42 | Z2 | R8 |

| S42 | Z2 | R8 |

| S42 | Z2 | R8 |

| S42 | Z2 | R8 |

| S42 | Z2 | R8 |

| G16 |

| G16 |

| N28 · D36 | G30 |

| N28 · D36 | G30 |

| G8 |

| G8 |

| mr | M17 | M17 | N16 · N16 |

| mr | M17 | M17 | N16 · N16 |

| M23 · X1 | L2 · X1 |

| M23 · X1 | L2 · X1 |

| N5 | D43 | N16 · N16 |

| N5 | D43 | N16 · N16 |

| N5 | D43 | N16 · N16 |

| N5 | D43 | N16 · N16 |

| N5 | D43 | N16 · N16 |

| N5 | D43 | N16 · N16 |

| N5 | D43 | N16 · N16 |

| N5 | D43 | N16 · N16 |

| G39 | N5 |

| G39 | N5 |

| G43 | W11 | F18 · I9 |

| G43 | W11 | F18 · I9 |

| G43 | W11 | F18 · I9 |

| G43 | W11 | F18 · I9 |

| G43 | W11 | F18 · I9 |

| G43 | W11 | F18 · I9 |

| G43 | W11 | F18 · I9 |

| G43 | W11 | F18 · I9 |

## Altre datazioni
| Autore | Anni di regno         |
| ------ | --------------------- |
| Franke | 1759 a.C. - 1757 a.C. |

## Dinastie contemporanee
| Dinastia contemporanea | Capitale |
| XIV                    | Xois     |